# Terasele de orez din Cordiliera Filipineză
Terasele de orez din Cordilera Filipineză (în filipineză Mga Hagdan-Hagdang Palayan ng Kordilyera ng Pilipinas) au fost înscrise pe lista patrimoniului mondial UNESCO în 1995, prima proprietate care a fost inclusă în categoria peisajului cultural din lista patrimoniului mondial. Acestea acoperă cinci situri: terasele de orez Batad, terasele de orez Bangaan (ambele în Banaue), terasele de orez Mayoyao (în Mayoyao), terase de orez Hungduan (în Hungduan) și terasele de orez Nagacadan (în Kiangan), toate din provincia Ifugao, Filipine. Terasele de orez Ifugao ating o altitudine mai mare și au fost construite pe pante mai abrupte decât multe alte terase. Complexul Ifugao este format din ziduri de piatră sau noroi și prin sculptarea atentă a contururilor naturale ale dealurilor și munților pentru a face câmpuri de iazuri terasate, care au fost completate de sisteme complicate de irigații ce adună apa din pădurile din vârfurile munților și de un sistem elaborat de agricultură.
Terasele de orez Ifugao ilustrează capacitatea remarcabilă a culturii umane de a se adapta la noile presiuni sociale și climatice, precum și de a implementa și dezvolta noi idei și tehnologii. Deși este catalogat de UNESCO drept sit de patrimoniu mondial despre care se crede că are o vechime de peste 2.000 de ani, există unele studii contradictorii recente care raportează că ar putea avea mai puțin de 1.000 de ani.
Întreținerea teraselor vii de orez reflectă o abordare în primul rând cooperantă a întregii comunități, care se bazează pe cunoașterea detaliată a diversității bogate a resurselor biologice existente în agro-ecosistemul Ifugao, un sistem anual bine ajustat care respectă ciclurile lunare, zonarea și planificarea, conservarea extinsă a solului și stăpânirea unui regim complex de combatere a dăunătorilor bazat pe prelucrarea unei varietăți de ierburi, însoțite de ritualuri religioase.

## Descriere istorică

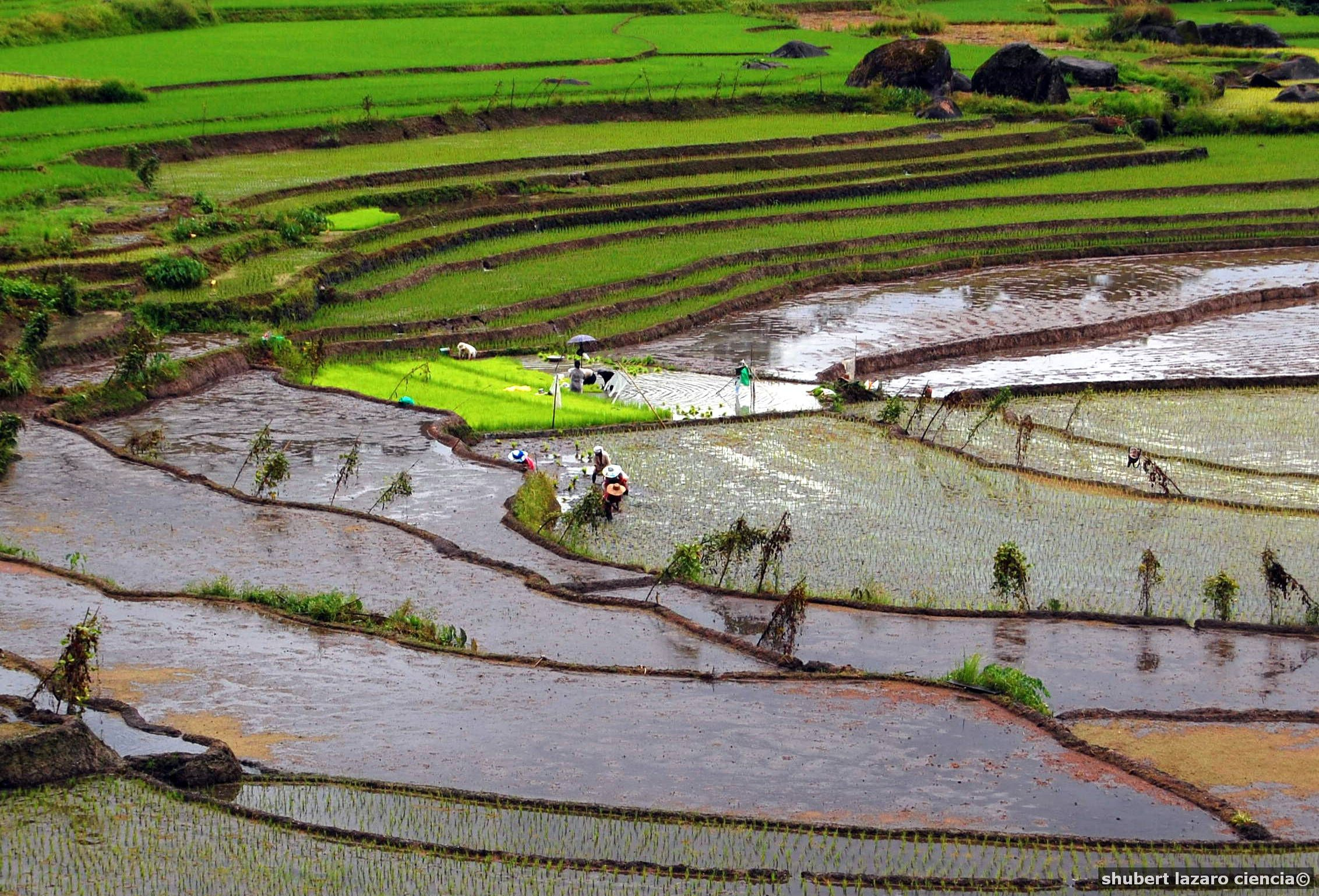
Terasele de orez din Nagacadan

Terasele de orez din Cordiliera Filipineză sunt unul dintre puținele monumente din Filipine care nu par a fi fost influențate de culturile coloniale. Datorită terenului dificil, triburile din Cordilieră sunt printre puținele popoare din Filipine care au rezistat cu succes oricărei dominații străine și și-au păstrat cultura tribală autentică. Istoria teraselor este legată de cea a oamenilor săi, de cultura lor și de practicile lor tradiționale.

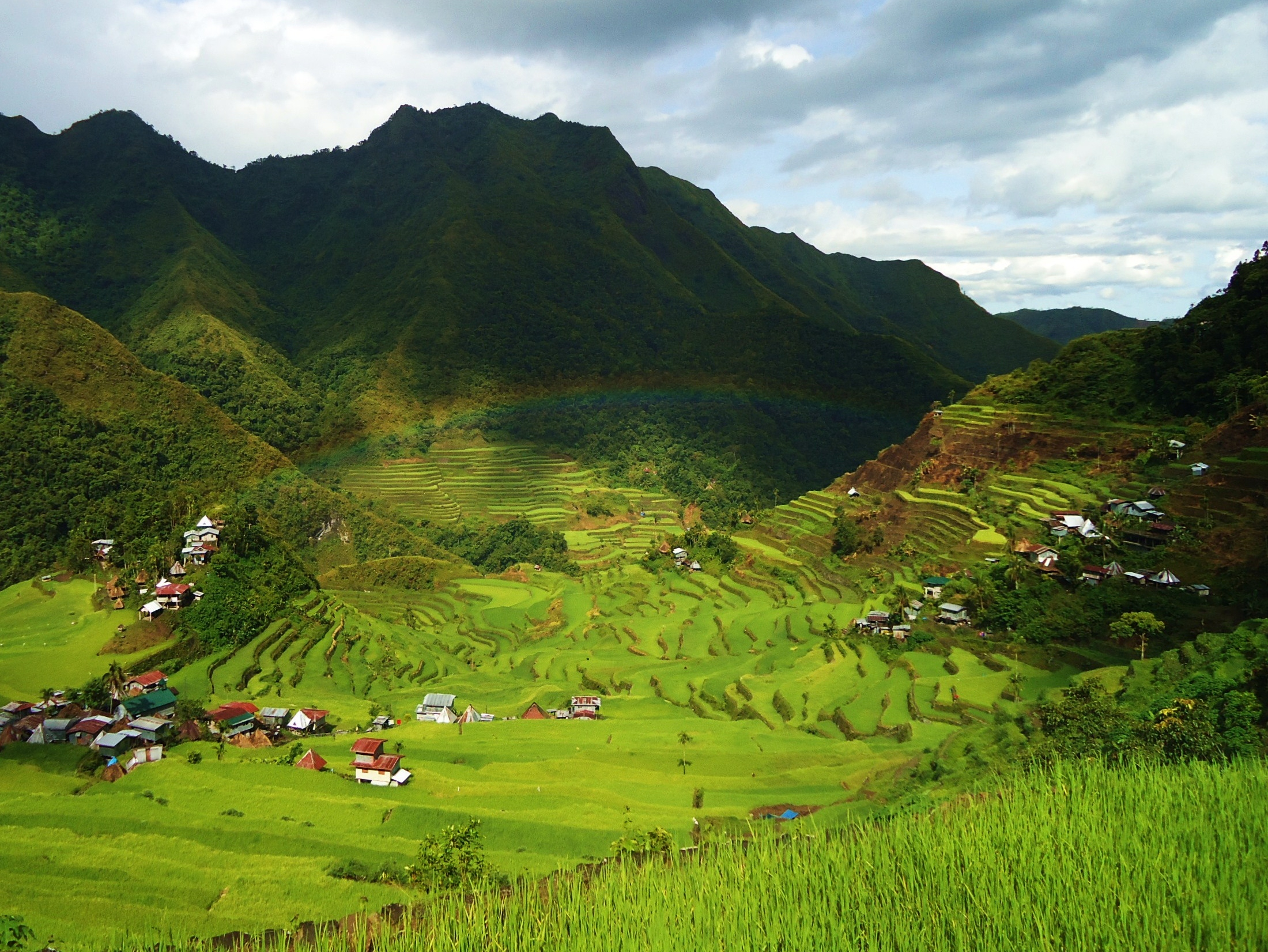
Terase de orez din Batad

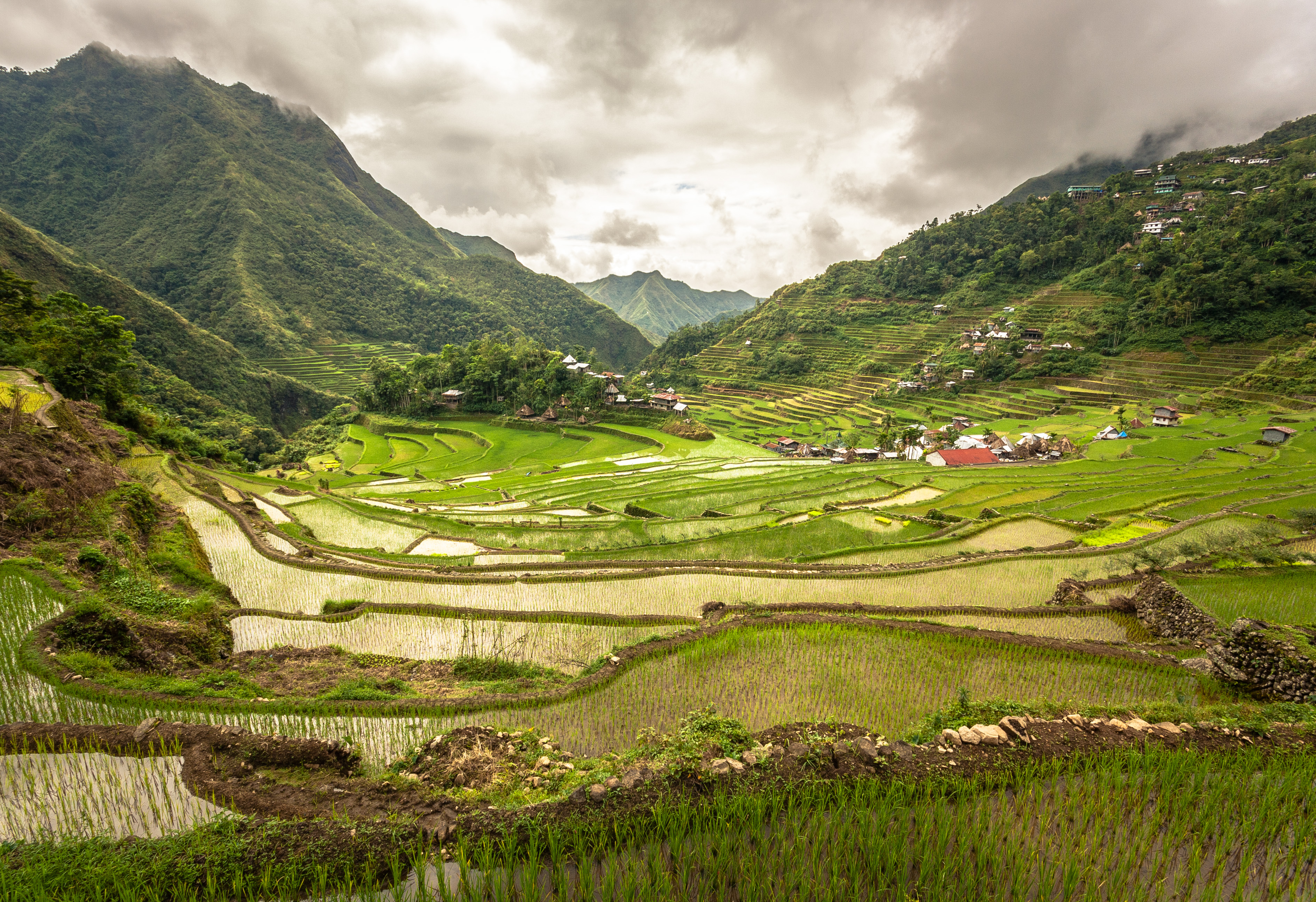
Vedere a teraselor de orez

În afară de cetățile de piatră idjang ale populației Ivatan din Batanes, terasele răspândite în cinci provincii actuale sunt singura formă de construcții de piatră din perioada pre-colonială care a supraviețuit. Din acest punct de vedere, Filipinele sunt un caz aparte în culturile din Asia de sud-est. Spre deosebire de Cambodgia, Indonezia sau Thailanda, în Filipine atât clădirile domestice, cât și cele ritualice, precum templele și altarele, au fost toate construite numai din lemn, o tradiție care a supraviețuit în cătunele de pe terase.
Se crede că terasarea a început în Cordilieră în urmă cu mai puțin de o mie de ani prin cultivarea de taro și că reprezintă dovada unui nivel ridicat de cunoștințe de inginerie structurală și hidraulică din partea constructorilor Ifugao. Cunoștințele și practicile, susținute de ritualuri, implicate în întreținerea teraselor sunt transferate oral din generație în generație, fără înregistrări scrise. Taro a fost înlocuit ulterior cu orez în jurul anului 1600 d.Hr., care este cultura predominantă astăzi.

## Comori Culturale Naționale

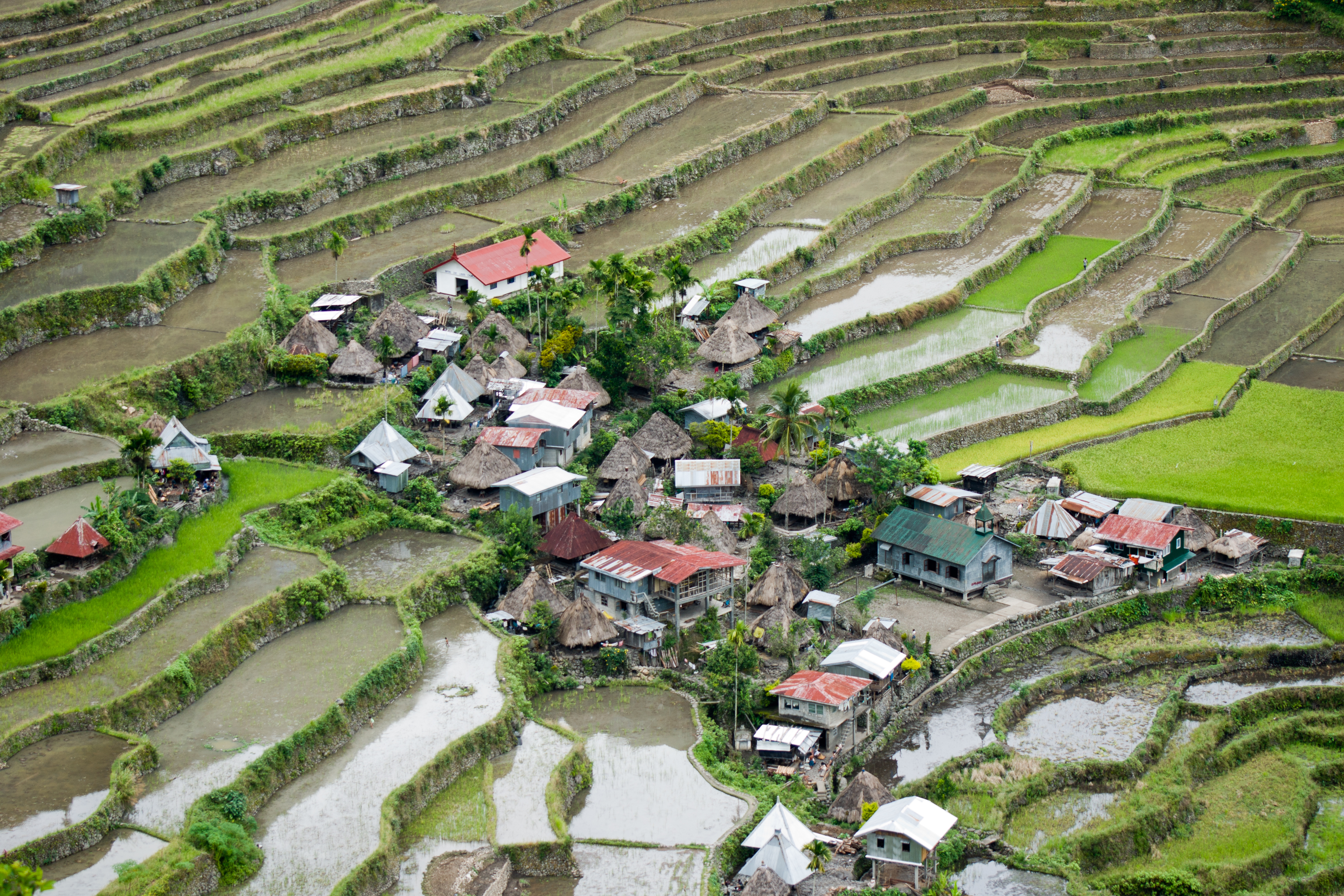
Un sat în terasele de orez din Batad

Cele cinci grupuri care fac parte din Terasele de Orez din Cordiliera Filipineză sunt Batad, Bangaan, Hungduan, Mayoyao Central și Nagacadan. Batad și Bangaan se află sub jurisdicția Municipalității din Banaue, dar nu sunt menționate ca Terase de Orez din Banaue.
Terasele de Orez Banaue se referă la localitățile amplasate aproape de Banaue. Contrar opiniei larg răspândite că aceste terase sunt parte a Patrimoniului Mondial UNESCO, acest lucru nu este adevărat. Ele nu au fost incluse în patrimoniul UNESCO din cauza prezenței a numeroase structuri moderne, obținând astfel un scor scăzut la criteriul de integritate al UNESCO. În schimb, Terasele de Orez din Banaue sunt clasificate drept Comoară Culturală Națională ca parte a Teraselor de Orez din Ifugao, împreună cu alte grupuri de terase de orez.

### Terasele incluse în lista patrimoniului mondial

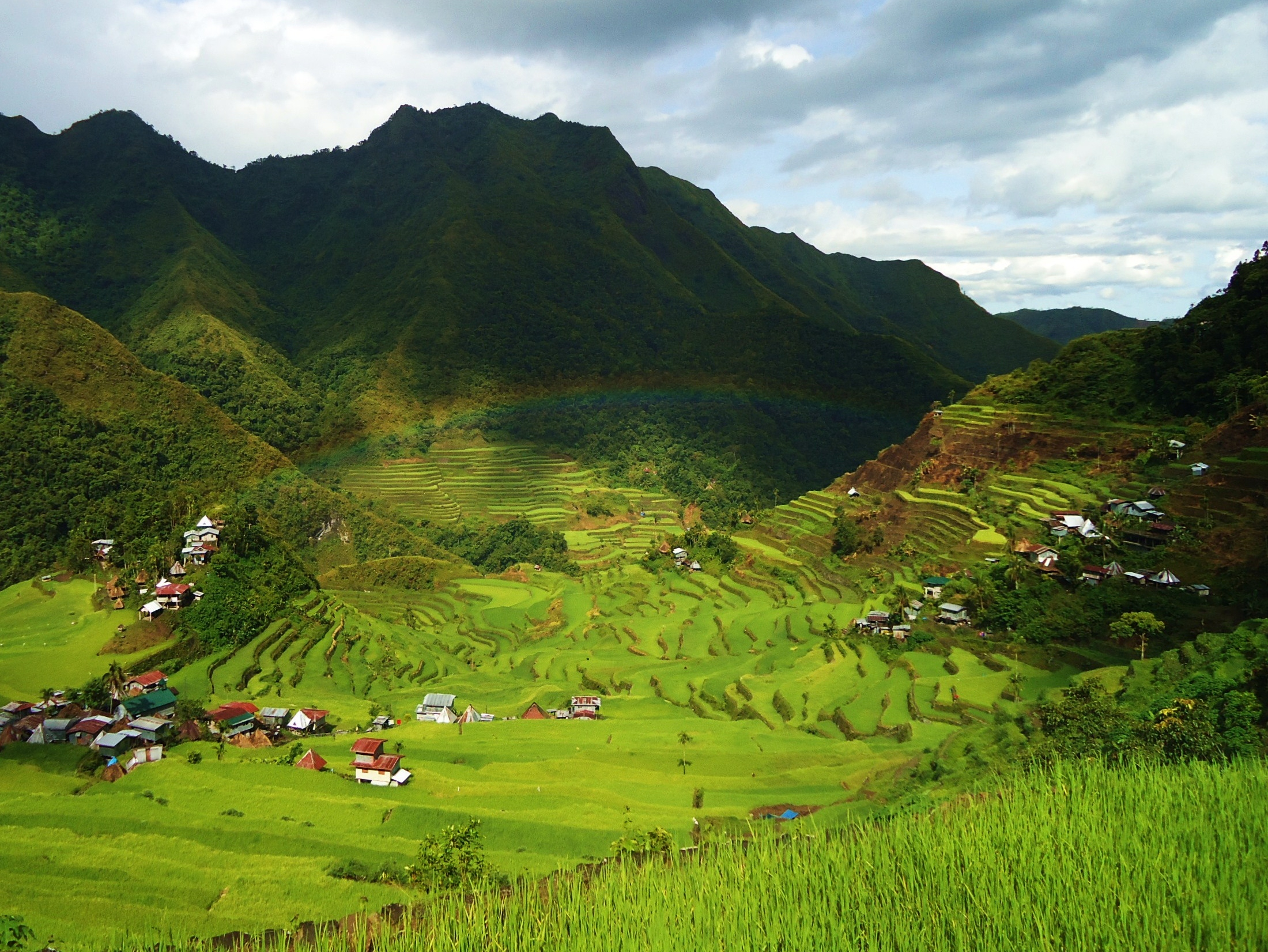
Terasele de orez din Batad

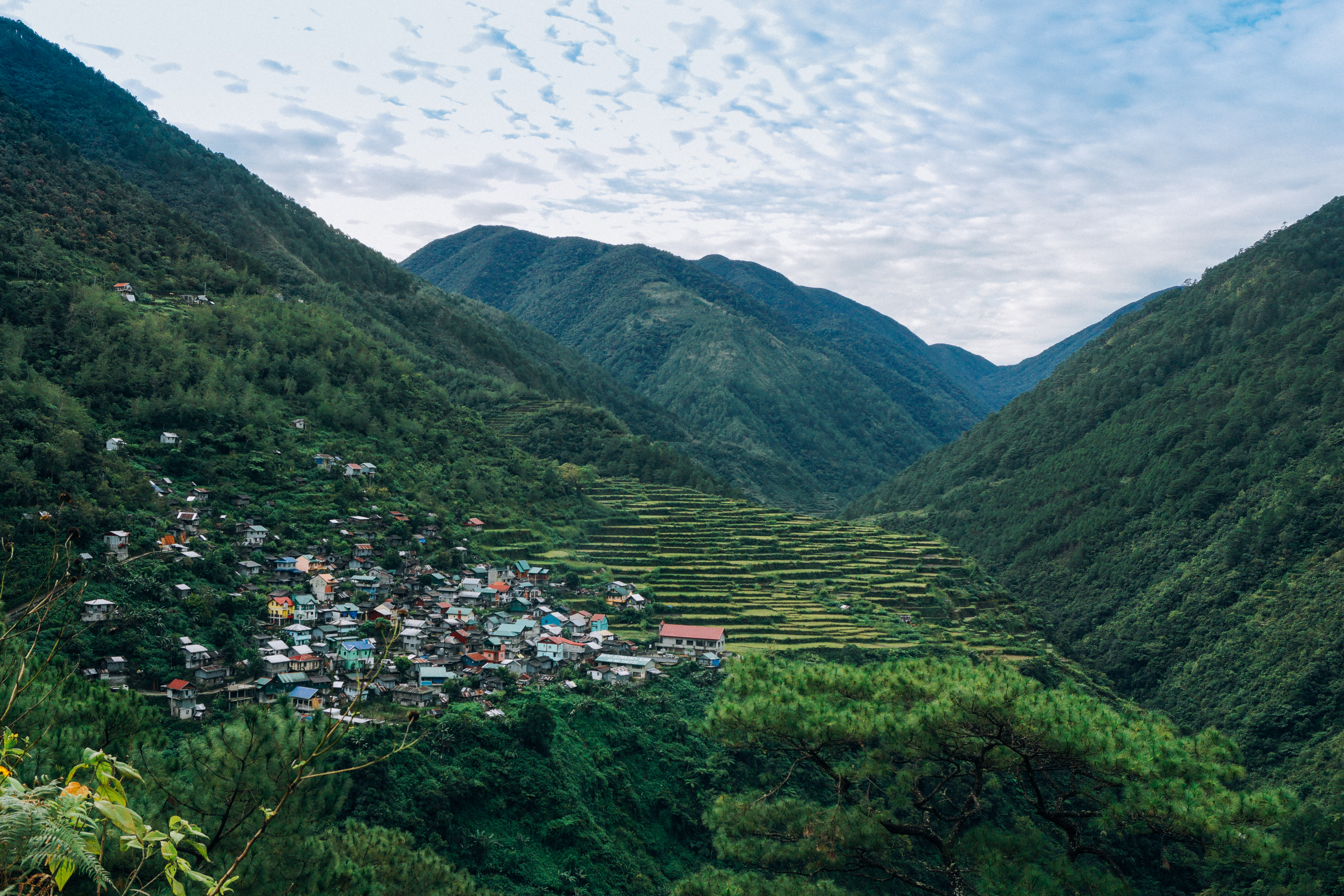
Satul Bayyo cu terasele lor de orez

În lista patrimoniului mondial sunt incluse următoarele situri:
- Terasele de Orez din Batad (în Banaue, Ifugao)
- Terasele de Orez din Bangaan (în Banaue, Ifugao)
- Terasele de Orez din Mayoyao (în Mayoyao, Ifugao)
- Terasele de Orez din Hungduan (în Hungduan, Ifugao)
- Terasele de Orez din Nagacadan (în Kiangan, Ifugao)

Situate în regiunea Ifugao, Terasele de Orez sunt și unul din locurile agricole de patrimoniu de importanță globală. Acestea sunt susținute de cunoștințe indigene de management de muyong, o pădure privată aflată deasupra fiecărui grup de terase. Muyong este gestionat printr-un efort colectiv de practici tradiționale tribale. Zonele forestiere administrate la comun în partea de sus a teraselor conțin aproximativ 264 de specii de plante indigene, în cea mai mare parte endemice regiunii. Terasele formează grupuri unice de micro-cascade și fac parte din sistemul ecologic al muntelui. Ele servesc ca un sistem de filtrare a apei de ploaie și sunt saturate cu apă de irigare pe tot parcursul anului. Această tehnologie de bioritm, în care activitățile culturale sunt armonizate cu ritmul climatic și administrarea hidrologică, a permis agricultorilor să cultive orez la peste 1.000 de metri altitudine.

### Cântecul Ifugao Hudhud
Pe lângă Terasele de Orez din Cordiliera Filipineză, UNESCO a inclus Cântecele Hudhud din Ifugao, o altă Comoară Culturală Națională, pe Lista Reprezentativă a Patrimoniului Cultural Imaterial al Umanității în 2008 (proclamată inițial în 2001). Hudhud este format din cântări narative interpretate în principal de către bătrânele din Ifugao, de obicei în timpul semănatului de orez, la recoltare, la înmormântări și alte ritualuri.

## Conservare

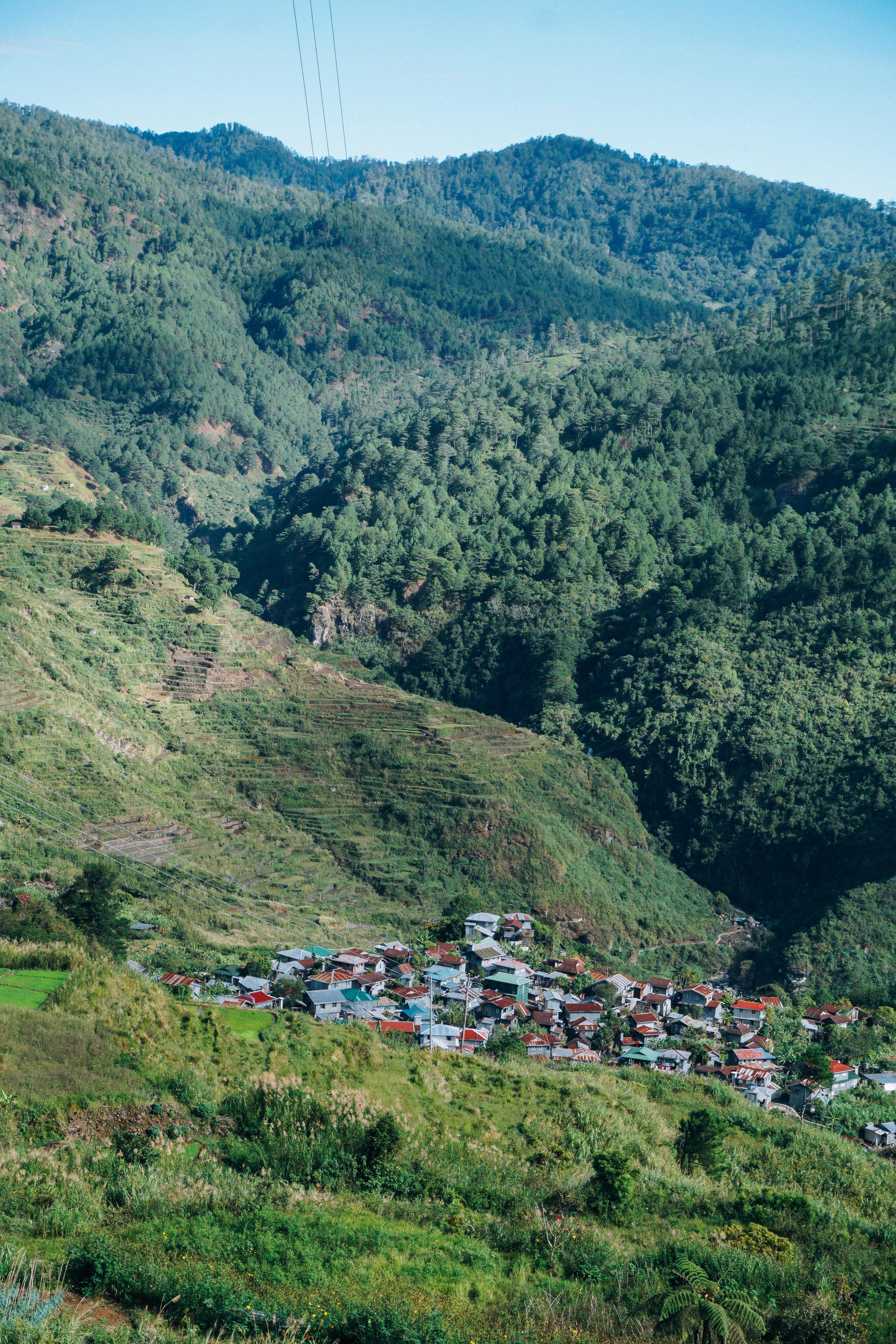
Peisaj din Fidelisan

Terasele de orez din Cordiliera Filipineză au fost incluse în patrimoniul mondial de către Centrul Patrimoniului Mondial UNESCO în 1995. Acestea au satisfăcut standardele UNESCO datorită îmbinării dintre mediul fizic, socio-cultural, economic, religios și politic ca peisaj cultural viu. În 2000, situl a fost numit ca unul dintre cele aflate pe cale de dispariție de către World Monuments Fund, dar a fost eliminat de pe această listă în 2001.

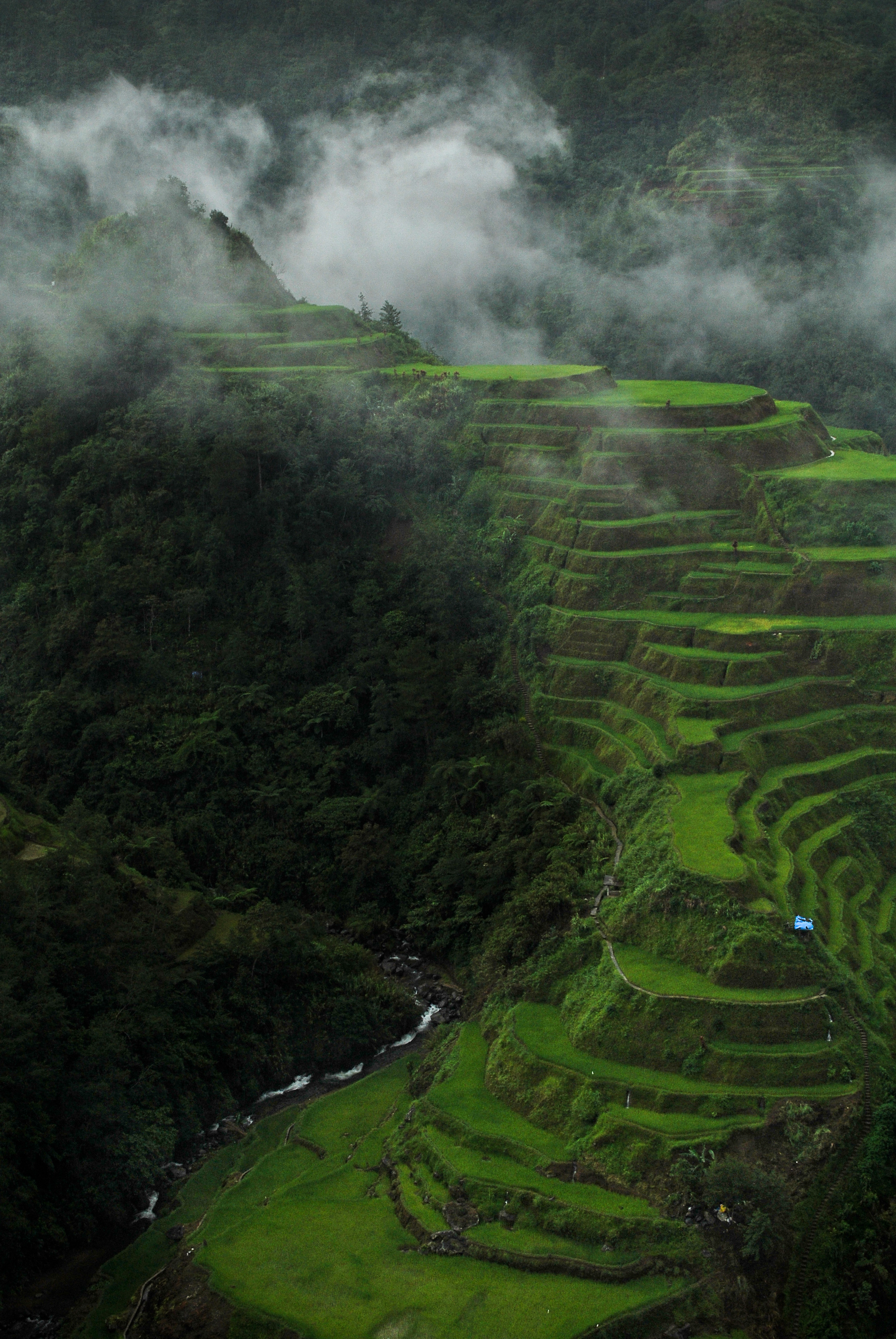
Terasele cu orez din Ifugao reprezintă un exemplu de proprietate culturală recunoscută la nivel național.

Terasele de Orez din Ifugao au fost înscrise și în Lista Patrimoniului Mondial în Pericol în 2001, ca urmare a defrișărilor și schimbărilor climatice care au potențialul de a distruge terase. Un alt factor este globalizarea, din cauza căreia generațiile mai tinere din Ifugao au acum acces la mass-media și educație și de cele mai multe ori optează să lucreze în capitală în loc să practice agricultura tradițională. Filipinele au cerut includerea pe această listă ca o modalitate de a concentra sprijin național și internațional și cooperare pentru conservarea patrimoniului. Criticul W. S. Logan a descris plecarea localnicilor din aceste zone drept efect al luării deciziilor de acordare a statutului de patrimoniu de către birocrați și factori de decizie politică în locul comunităților locale.
Terasele de orez au fost considerate ca unul dintre monumentele cele mai în pericol de dispariție din lume de către World Monuments Fund în World Monuments Watch din 2010, împreună cu Biserica Santa Maria și Biserica San Sebastian. Toate siturile au fost scoase de pe listă în 2011 după promulgarea Legii patrimoniului cultural național.
În 2012, UNESCO a eliminat terasele de orez de pe lista siturilor aflate în pericol ca recunoaștere a succesului eforturilor depuse de Filipine în îmbunătățirea conservării acestora.

## Extinderea UNESCO
Terasele de Orez din Cordiliera Filipineză numără în prezent doar cinci proprietăți pe lista Patrimoniului Mondial, toate situate în provincia Ifugao. Există însă terase de orez importante și în alte provincii din Cordilieră, în special Benguet, Mountain Province, Kalinga, Abra, Apayao și Nueva Vizcaya. Guvernele provinciale din fiecare provincie pot coopera cu Comisia Națională pentru Cultură și Artă, Muzeul Național al Filipinelor sau Comisia UNESCO din Filipine pentru includerea respectivelor terase de orez în Lista UNESCO, ca extindere a Teraselor de Orez din Cordiliera Filipineză.

### Terase care nu sunt incluse în lista patrimoniului mondial
Următoarele terase alcătuiesc cel puțin jumătate din terasele cu orez din lanțul muntos, care încă nu au fost încă incluse în lista patrimoniului mondial. Locurile pot fi numite locuri de patrimoniu mondial numai dacă și-au păstrat caracteristicile deosebite, inclusiv structurile din interiorul acestora (de exemplu, case tradiționale). 
- Terasele de Orez din Banaue (în Banaue, Ifugao)
- Terasele de Orez din Palina (în Kibungan, Benguet)
- Terasele de Orez din Kibungan (în Kibungan, Benguet)
- Terasele de Orez din Les-eng (în Kibungan, Benguet)
- Terasele de Orez din Batangan (în Kibungan, Benguet)
- Terasele de Orez din Batangan (în Kibungan, Benguet)
- Terasele de Orez din Wallayan (în Kibungan, Benguet)
- Terasele de Orez din Culiang (în Kibungan, Benguet)
- Terasele de Orez din Lanipew (în Kibungan, Benguet)
- Terasele de Orez din Naguey (în Atok, Benguet)
- Terasele de Orez din Daclan (în Bokod, Benguet)
- Terasele de Orez din Ampucao (în Itogon, Benguet)
- Terasele de Orez din Balacbac (în Kapangan, Benguet)
- Terasele de Orez din Amlangit (în Kapangan, Benguet)
- Terasele de Orez din Pekaw (în Kapangan, Benguet)
- Terasele de Orez din Noso (în Kapangan, Benguet)
- Terasele de Orez din Catampan (în Kapangan, Benguet)
- Terasele de Orez din Balintugon (în Alfonso Castañeda, Nueva Viscaya)
- Terasele de Orez din Ugo (în Kayapa, Nueva Viscaya)
- Terasele de Orez din Ambasing (în Sagada, Mountain Province)
- Terasele de Orez din Bangaan (în Sagada, Mountain Province)
- Terasele de Orez din Bangen (în Bauko, Mountain Province)
- Terasele de Orez din Barlig Rice Terraces(în Barlig, Mountain Province)
- Terasele de Orez din Bayyo (în Bontoc, Mountain Province)
- Terasele de Orez din Besao (în Besao, Mountain Province)
- Terasele de Orez din Bontoc Poblacion (în Bontoc, Mountain Province)
- Terasele de Orez din Bucas (în Besao, Mountain Province)
- Terasele de Orez din Bulongan (în Sagada, Mountain Province)
- Terasele de Orez din Dalican (în Bontoc, Mountain Province)
- Terasele de Orez din Fidelisan (în Sagada, Mountain Province)
- Terasele de Orez din Focong (în Sadanga, Mountain Province)
- Terasele de Orez din Kapayawan (în Bauko, Mountain Province)
- Terasele de Orez din Kiltepan (în Sagada, Mountain Province)
- Terasele de Orez din Maligcong (în Bontoc, Mountain Province)
- Terasele de Orez din Natonin (în Natonin, Mountain Province)
- Terasele de Orez din Sadanga (în Sadanga, Mountain Province)
- Terasele de Orez din Suyo (în Sagada, Mountain Province)
- Terasele de Orez din Tanulong (în Sagada, Mountain Province)
- Terasele de Orez din Buscalan (în Tinglayan, Kalinga)
- Terasele de Orez din Dananao (în Tinglayan, Kalinga)
- Terasele de Orez din Bugnay (în Tinglayan, Kalinga)
- Terasele de Orez din Lubo (în Tanudan, Kalinga)
- Terasele de Orez din Alangtin (în Tubo, Abra)
- Terasele de Orez din Sayoyong (în Tubo, Abra)
- Terasele de Orez din Bucloc (în Bucloc, Abra)
- Terasele de Orez din Daguioman (în Daguioman, Abra)
- Terasele de Orez din Sal-lapadan (în Sallapadan, Abra)
- Terasele de Orez din Salagpat (în Tineg, Abra)

 Terase de orez pot fi găsite și în afara lanțului muntos, precum:
- Terasele de orez din Lublub (în Valderrama, Antique)
- Terasele de orez din Baking (în Valderrama, Antique)
- Terasele de orez din San Agustin (în Valderrama, Antique)
- Terasele de orez din Cadapdapan (în Candijay, Bohol)[17]
- Terasele de orez din Jaybanga (în Lobo, Batangas)
- Terasele de orez din Datu Ladayon (în Arakan, Cotabato)[18]